# Cratere Sedana
Sedana è un cratere sulla superficie di Cerere.